# 1966年英國大選
1966年英國大選舉辦於1966年3月31日，工黨在這次選舉中輕鬆取勝。威爾遜在他的政府成立17個月之後決定舉辦一場突然的選舉，而工黨政府在議會中的過半數席次也從4席增加到96席。保守黨未有充分時間準備這場選舉。BBC對選舉之夜進行了直播。